# NGC 2298
NGC 2298 (również GCL 11 lub ESO 366-SC22) – gromada kulista, znajdująca się w gwiazdozbiorze Rufy. Jest oddalona o 35,2 tys. lat świetlnych od Słońca i o 51,5 tys. lat świetlnych od centrum Galaktyki. Odkrył ją James Dunlop 8 maja 1826.
W 2003 odkryto, że gromada ta może pochodzić z nowo odkrytej galaktyki Karzeł Wielkiego Psa. Oprócz NGC 2298 podobne pochodzenie miałyby mieć obiekty Messier 79, NGC 1851 i NGC 2808.